# جسر فوق المياه العكرة

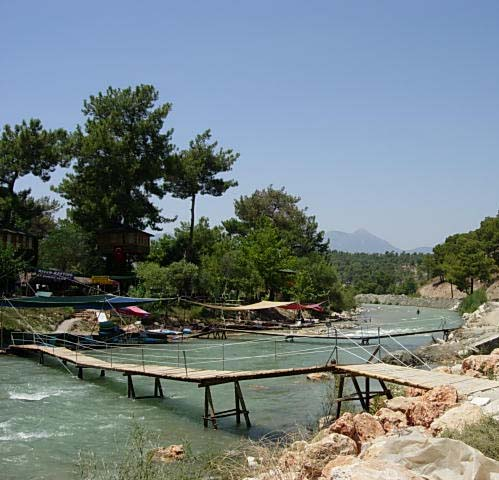
جسر فوق المياه العكرة (سايمون وغارفانكل) 1970

جسر فوق المياه العكرة (بالإنجليزية: Bridge over Troubled Water) هي أغنية من ألحان المغني وكاتب الأغاني الأمريكي بول سيمون وسجلها الثنائي «سايمون وغارفانكل». أنتج الأغنية الثنائي وروي هالي، وصدرت بعد صدور أغنيتهم الشهيرة «الملاكم» في يناير 1970. ظهرت الأغنية في ألبومهم الخامس الذي يحمل نفس العنوان «جسر فوق المياه العكرة».

## طاقم العزف والتسجيل
يقوم آرت غارفانكل بالغناء الرئيسي ويرافقه بيانو، ويظهر تأثيرًا قويًا للموسيقى الكنائسية. يستخدم تسجيل الاستوديو الأصلي عناصر من تقنية «جدار الصوت» لفيل سبيكتور باستخدام موسيقيي جلسة لوس أنجلوس من فريق «طاقم التحطيم Wrecking Crew».
كانت هذه آخر أغنية تم تسجيلها لألبومهم الخامس والأخير، تم تسجيل آلات الأغنية في كاليفورنيا بينما تم أضافة غناء الثنائي في نيويورك. شعر صانع الأغنية بول سيمون أن شريكه آرت غارفانكل يجب أن يغني الأغنية بمفرده، وهي دعوة رفضها  غارفانكل في البداية ولكن قبلها لاحقًا. يعزف عازف الجلسة (موسيقي يعزف فقط في تسجيل الشريط ولا يشترك مع الفريق دائماً) لاري كنيشتيل البيانو على الأغنية، حيث يعزف جو أوزبورن الجيتار ويغلق هال بلين الأغنية بالطبول.
أرت عارفانكل: غناء رئيسي
بول سيمون: غناء مساعد
لاري كنيشتيل: بيانو
جو أوزبورن: جيتار باس
هال بلين: الطبول والإيقاع
غاري كولمان: الفيبرافون
جيمي هاسكل وإيرني فريمان: توزيع الوتريات

## استقبال الأغنية
فازت الأغنية بخمس جوائز في حفل توزيع جوائز جرامي السنوي الثالث عشر في عام 1971، بما في ذلك جائزة جرامي لأفضل رقم قياسي في العام وأغنية العام.
أصبحت الأغنية أشهر أغنية فردية للثنائي «سايمون وغارفانكل» وغالبًا ما تُعتبر الأغنية المميزة لهم. أحتلت المركز الأول على قائمة هوت بيلبورد 100 لمدة ستة أسابيع، كما تصدرت القوائم في المملكة المتحدة وكندا وفرنسا ونيوزيلندا. لقد كانت من بين الخمسة الأوائل في ثماني دول أخرى أيضًا، حيث بيعت في النهاية أكثر من ستة ملايين نسخة في جميع أنحاء العالم. أصبحت واحدة من أكثر الأغاني أداءً في القرن العشرين حيث قام بغنائها أكثر من 500 فنانًا، من بينهم إلفيس بريسلي وأريثا فرانكلين وجوني كاش الذين قاموا بتغطية الأغنية. تم تصنيفها في المرتبة رقم 66 في قائمة أفضل 500 أغنية في كل العصور لرولينج ستون.

## الأغنية على القوائم حول العالم
المركز الأول في: كندا – فرنسا – نيوزيلندا – المملكة المتحدة – الولايات المتحدة.
المركز الثاني في: أستراليا – ايرلندا – اسبانيا.
المركز الثالث والرابع في: ألمانيا – النمسا – جنوب إفريقيا.
المركز الخامس في: هولندا – سويسرا
المركز السابع في: النرويج
حصلت على جائزة الأسطوانة البلاتينية في المملكة المتحدة.
حصلت على جائزة الأسطوانة الذهبية في الولايات المتحدة.

## كلمات الأغنية
عندما تشعر بالتعب، تشعر أنك ضئيل When you’re weary, feeling small
عندما تكون الدموع في عينيك When tears are in your eyes
سوف اجففها كلها I will dry them all
أنا بجانبك I’m on your side
عندما تصبح الأوقات عصيبة When times get rough
ولا يمكن العثور على الأصدقاء And friends just can’t be found
مثل جسر فوق المياه العكرة Like a bridge over troubled water
سوف ألقي نفسي I will lay me down
مثل جسر فوق المياه العكرة Like a bridge over troubled water
سوف أضع نفسي I will lay me down
عندما تكون محبطًا وحيداً When you’re down and out
عندما تكون على الطريق When you’re on the street
عندما يحل المساء بشدة When evening falls so hard
سأعزيك I will comfort you
سأقوم بدورك I’ll take your part
عندما يأتي الظلام When darkness comes
والألم في كل مكان And pain is all around
مثل جسر فوق المياه العكرة Like a bridge over troubled water
سوف أضع نفسي I will lay me down
مثل جسر فوق المياه العكرة Like a bridge over troubled water
سوف أضع نفسي I will lay me down
أبحري أيتها الفتاة الفضية Sail on, silver girl
أبحري Sail on by
حان وقتك لتتألقي Your time has come to shine
كل أحلامك في طريقهم All your dreams are on their way
انظري كيف تلمع See how they shine
إذا كنت بحاجة إلى صديق If you need a friend
أنا أبحر خلفك مباشرة I’m sailing right behind
مثل جسر فوق المياه العكرة Like a bridge over troubled water
سأريح عقلك I will ease your mind
مثل جسر فوق المياه العكرة Like a bridge over troubled water
سأريح عقلك I will ease your mind

## وصلات خارجية
https://www.loudersound.com/features/story-behind-the-song-bridge-over-troubled-water-by-simon-garfunkel جسر فوق المياه العكرة
https://www.bbc.com/culture/article/20200122-the-forgotten-political-roots-of-bridge-over-troubled-water جسر فوق المياه العكرة
https://www.songfacts.com/facts/simon-garfunkel/bridge-over-troubled-water جسر فوق المياه العكرة
https://www.youtube.com/watch?v=WrcwRt6J32o جسر فوق المياه العكرة